# Гектолітр
Гектолітр — одиниця об'єму, яка використовується у виноробстві та пивоварінні. Також застосовують для оцінювання сипучих речовин, наприклад зерна. У Голландії також називається мюїд. Скорочений запис: гол, гкл, hl-
- 1 гол = 100 літрів
- 1 гол = 21,997 галонів
- 1 гол = 0,1 кубічний метр
- 1 гол = 100 кубічних дециметрів
- 1 гол = 100000 кубічних сантиметрів
- 1 гол = 10 декалітрів
- 1 гол = 100000 мілілітрів